# شاهوردي خان
شاهوردي خان (شاه وردي خان) بن محمدي بك بن جيهانكير أتابك بن الشاه رستم الأول بن شاه حسين بن عز الدين محمد بن شجاع الدين محمود بن عز الدين حسين.
أتابك لورستان الخامس والعشرين من عائلة الاتابكة بني خورشيد.
والحاكم الحادي عشر من الأسرة الحسينية وآخر حكامها.

## توليه الحكم (الفترة الأولى)
توفي الأتابك محمدي بك أتابك بن جيهانكير شاه أتابك في خرم آباد عام 1586م، لذلك تم تنصيب الأمير شاهوردي خان اتابكاً على بلاد اللور بشكل رسمي بإجماع الأعيان اللور وباعتراف من الشاه محمد خُدابنده.

## بداية حكمه
في بداية حكم شاهوردي خان قاد حاكم كردستان (تيمور خان بن سلطان) حملة عسكرية للاستيلاء على مناطق الحاكم المحلي (عمر بك كلهر) الذي كان يحكم عدة أراضي محلية قرب مدينة كرمنشاه شمال لورستان.
وبسبب قوة جيش تيمور خان أضطر عمر بيك كلهر لطلب العون والإمداد من الأتابك شاهوردي خان فلم يبخل الأتابك بالمساعدة، حيث تحالف عمر بيك كلهر مع الأتابك وشكلوا جيشاً لاعتراض حاكم كردستان
وبالفعل دخلوا معه في معركة ضارية، في خضم المعركة عثر حصان حاكم كردستان (تيمور خان) فسقط تيمور منه فهجم عساكر الأتابك عليه وأخذوه أسيراً إلى سيدهم الذي احتفى به واحله ضيفاً مُكرماً في لورستان ثم ما لبث أن أعاده إلى كردستان بكل احترام وتقدير.

## العلاقة مع الحكومات المجاورة ومصاهرة العائلة الصفوية
حصل في بلاد فارس عام 1588م انقلاب وتم على أثره تنصيب عباس الأول شاهاً على إيران بدلاً من والده الشاه محمد خدابنده.
ارسل الشاه عباس الأول وفداً برئاسة ميرزا حيدر إلى الاستانة للتفاوض وعقد الصلح مع العثمانيين، فعقدت المعاهدة عام 1590م ونصت على أن تكون ولايات وأقاليم كرجستان وشهرزور وشيروان وأذربيجان وجزء من لورستان من حصة الدولة العثمانية ونصت كذلك على إلغاء المذهب الشيعي في إيران والقضاء عليه إلا أنه بالطبع لم يتم العمل بالفقرة الثانية.
وعلم الأتابك شاهوردي خان بأن العثمانيين يجهزون جيشاً لاحتلال حصتهم من لورستان بقيادة (چغال اوغلي)، فتحير الأتابك في أمره وأسرع بإرسال الهدايا الثمينة إلى كل من والي بغداد العثماني وقائد الجيش العثماني في ولاية بغداد وعرض عليهم الخضوع لسلطة والي بغداد بشرط أن لايدخل الجيش العثماني لبلاد اللور فوافق الطرفان وبذلك حافظ الأتابك على بلاده من الخراب.
من جهة أخرى أرسل شاهوردي خان وفداً لشاه فارس عباس الأول معلناً طاعته وخضوعه للسلطة الصفوية كما وضح للشاه سبب تصرفه وشرح له أن عمله كان لحرصه الشديد على حماية أراضي وحدود إيران الغربية، فرضى الشاه بذلك، وعادت العلاقات الودية بين العائلتين كما كانت على عهد الشاه محمد خُدابنده، ثم طلب الشاه عباس الأول يد پري شاه بنت محمدي بك من شقيقها الأتابك (باعتبار أنها ترملت بعد اغتيال زوجها الأمير الصفوي حمزة ميرزا بن الشاه محمد خُدابنده عام 1586م)، فتم الزواج بين الشاه عباس وشقيقة الأتابك عام 1591م.وكذلك تزوج الأتابك شاهوردي خان في نفس الوقت من إحدى أميرات العائلة الصفوية، والتي تكون حفيدة حاكم خراسان وجيلان وهمدان الأمير بهرام ميرزا (عم الشاه محمد خُدابنده وشقيق الشاه طهماسب الأول وأبن الشاه إسماعيل الأول الصفوي) وقد ذكرت بعض المصادر إسمها الكامل على النحو التالي:
زيور بيجوم بنت سلطان بديع الزمان ميرزا (حاكم سيستان) بن بهرام ميرزا بن الشاه إسماعيل الأول الصفوي.
فدخلت كل من العائلتين من خلال هذه الزيجات والمصاهرات في عداد الأقارب.
في الواقع، المصادر لم تتطرق أكثر إلى تفاصيل هذه الزيجات، فمن غير المعروف إذا كان جميع أبناء شاهوردي خان ينحدرون من هذه الأميرة الصفوية أم لا، ففي حالة اعتبار أنهم من أبناءها سيكون جميع ولاة لورستان أحفادها باعتبار أن زوجة أول ولاة لورستان (الحسين خان الأول الأكبر) هي بنت شاهوردي خان وبالتالي ولاة لورستان سيكونون أحفاد الشاه إسماعيل الأول؛ المنحدر بدوره (عن طريق والدته مارثا بنت حسن اوزون وثيودورا كومنينوس) من عوائل مالكة ونبيلة كثيرة كملوك جورجيا وأسرة (كومنينوس) الملكية البيزنطية (التي اقترن أفرادها بالعديد من أبناء وأحفاد ملوك أوروبا) وغيرها، وعلى أي حال فإن القرابة بين العائلتين (الصفوية والخورشيدية) قد وقعت فعلاً بسبب حصول هذه الزيجات أصلاً.

## تدخلات الشاه
بعد مرور فترة من الزمن وبعد تعاظم أمر الشاه عباس داخل إيران وخارجها، أخذ الشاه يتدخل في حكم الأتابك الإداري والعسكري، فرفع عن شاهوردي خان لقب الأتابك التاريخي ووضع بدلاً عنه لقب الخان.
كما استقطع من شاهوردي خان أراضي واسعة ومهمة مثل مدينة بروجرد الشهيرة التي أخذها من شاهوردي خان والحقها بإدارة مدينة همدان التي كانت تحت إدارة أحد عُمال الصفويين (أوغرلو سلطان بيك البياتي).
لم تكن تلك الأعمال والتصرفات الصادرة من عباس الأول موضع رضى شاهوردي خان، إلا أنه سكت على مضض اتقاء سخط الشاه والحروب التي قد تنشب جراء ذلك.

## بداية الخلاف مع الشاه
بعد فترة من الزمن توجه الشاه عباس الأول إلى شمال خراسان لمحاربة الأوزبكيين لذلك أقبل عامل همدان (اغورلو سلطان بيك البياتي) إلى مدينة بروجرد لجمع الجند والأموال منها فمنعه شاهوردي خان لكن اغورلو أصر لان المدينة صارت تابعة لحكمه بأمر الشاه.
فغضب شاهوردي خان وأعلن الحرب عليه فكانت الغلبة لشاهوردي خان ففتك بحاشية اوغرلو وقادة البياتيين وقطع رأس اوغرلو سلطان نفسه.
أخذ شقيق اوغرلو سلطان (شاهقلي سلطان) رأس شقيقه القتيل إلى خراسان ووضعه أمام الشاه عباس وأعلم الشاه بما جرى على أخيه وقادة البياتيين من قتل على يد شاهوردي خان.
فغضب الشاه جداً وترك الجبهة الاوزبكية في نفس اليوم متجهاً جنوباً إلى لورستان على رأس جيشه. 
فترك شاهوردي خان لورستان وغادرها إلى حدود ولاية بغداد العثمانية حيث اصطحب كافة حاشيته وقواته وثروته معه وعبر بهم نهر (صيمرة) متجهاً إلى لورستان العراق عام 1594م، وبذلك انتهت فترة حكمه (الأولى).

## خلعه وعودته للحكم (الفترة الثانية)
وصل الشاه عباس الأول إلى لورستان وأصدر امراً بخلع شاهوردي خان عن الحكم وعين أحد أبناء المنطقة (رستم) حاكماً على بعض مناطق لورستان و عين (مهدي قلي سلطان شاملوي) عاملاً على مدينة خرم آباد (مقر حكم وإقامة حكام لورستان)
وقام كذلك بتعيينه كأمير للأمراء على الحدود الغربية واناط به حفظ الثغور، ثم قفل الشاه عباس راجعاً إلى خراسان.
بعد أن علم شاهوردي خان برجوع الشاه عباس جمع حول رايته خلقاً كثيراً من عشائر اللُر والكورد وبعض البختيار وسار بهم إلى مدينة خرم آباد لخلع مهدي قلي سلطان شاملوي.
فعبر نهر صيمرة بكل جيشه متجهاً شرقاً حتى وصل قرب خرم آباد فعسكر في ظاهر المدينة واستعد لخوض الحرب، لم تمر فترة حتى نشبت الحرب وتطاحن الفريقان إلا أن الغلبة كانت لصالح مهدي قلي سلطان باعتباره متمركزاً بقلعة فلك الأفلاك ومدعوماً من جنود القزلباش القوية، فتشتت جيش اللر بين قتيل وأسير وهارب، فأنسحب شاهوردي خان فوراً إلى ولاية بغداد العثمانية لعرض الطاعة والانضمام تحت سلطة الدولة العثمانية فعرف الشاه عباس بنية شاهوردي خان فأسرع للحيلولة دون ذلك لأنه عرف بأن الدولة العثمانية ستمد شاهوردي خان بالجيوش والأسلحة ليضم لورستان تحت سلطتهم فيما بعد، لذلك أرسل الشاه وفداً للتفاوض مع شاهوردي وعفا عن اتهاماته وأرسل اليه كتاب عهد مختوم بإيالة لورستان فتم إخلاء خرم آباد وقلعة فلك الأفلاك تحضيراً لجلوس شاهوردي خان على سرير الحكم مرة أخرى.
وسلم الشاه عباس لشاهوردي المناطق اللرية كما كانت خاضعة لابائه وأجداده، وأهدى له كذلك سيفاً مرصعاً وتحفاً نادرة إضافة إلى خلع سلطانية فخمة (ملابس سلطانية)، فأستلم شاهوردي خان حكم لرستان للمرة الثانية عام 1596م.

## إستمرار الخلاف مع شاه فارس
رغم أن شاهوردي خان عاد إلى حكم بلاد اللور إلا أن العلاقات بينه وبين عباس الأول تعكرت بعد فترة قصيرة؛ حيث أخذ شاهوردي خان يتصرف بعض التصرفات المريبة والاستقلالية، أما الشاه عباس فبدأ يخطط جدياً بالتخلص من الاتابكة بني خورشيد وشاهوردي خان خصوصاً لما يشكل من عائق أمام طموحاته في توسيع دولته غرباً.

## سقوط الدولة الخورشيدية وإعدام شاهوردي خان
جهز الشاه عباس جيشاً كبيراً في أصفهان التي تقع بالقرب من حدود خرم آباد الشرقية وباغت شاهوردي خان بهجمة عنيفة فترك شاهوردي خان خرم آباد متجهاً غرباً قرب الحدود العثمانية فاعتصم داخل قلعة چنگوله (قلعة الغابة) التابعة له، فأرسل الشاه عباس جيشاً للقضاء على قوات شاهوردي خان، يتكون هذا الجيش من سريتين أحدهما تحت قيادة القائد الفارسي المعروف (الله ويردي خان) والآخر تحت قيادة (قنبر بك)، فوصل القائد الأول للقلعة فقام بفرض الحصار عليها وبدأت الحرب بالتراشق بالأسلحة النارية والنبال بين الطرفين.
إنتهت الحرب بنفاذ ذخيرة قوات شاهوردي خان، ففتح القلعة وسلم نفسه للجيش الصفوي حفاظاً على دماء أتباعه.
أخذ الجيش الصفوي شاهوردي خان إلى الشاه عباس الذي كان يقضي وقته على ضفاف نهر صيمرة القريب من المنطقة.
فلما أحضر شاهوردي خان في محضر الشاه أطلق لسانه بالكلام الغليظ ضد الشاه عباس فغضب الشاه عباس جداً وأمر بتنفيذ حكم الإعدام فيه، حيث قيل أن الشاه عباس كان ينوي العفو عن شاهوردي خان.
أعدم شاهوردي خان بن محمدي بك مع أحد أبنائه في ربيع الأول 1006ھ/1598م.
نُصب الحسين خان الأول الأكبر الذي يكون أبن عمة شاهوردي خان، حاكماً على لرستان خلفاً له، كان الحسين خان أبن بنت جيهانكير أتابك خورشيد (الاتابك الخورشيدي الـ22، وجد شاهوردي خان وحفيد الاتابكة بني خورشيد).
بتنصيب الحسين خان الأول حاكماً على خرم آباد بدأ عهد جديد في لرُستان عُرِف بـ(عهد الولاة).

## أسرته

### زوجاته
من ضمن زوجاته كانت:
- الأميرة زيور بيجوم بنت الأمير بديع الزمان ميرزا بن الأمير بهرام ميرزا بن الشاه إسماعيل الأول.

### أبناءه
- ولدان، تم اعتقال كلاهما بأمر الشاه عباس الأول الصفوي خلال أول سنة من عهد حكم قريبهم (أبن عمة والدهم، وزوج أختهم) الحسين خان الأول، أي سنة 1598م-1599م. تم نفيهما بأمر الشاه إلى قلعة آلموت الواقعة في منطقة جبلية معزولة شمال إيران. مصيرهما النهائي غير معروف على وجه الدقة.

- بنت، وهي نفسها التي تزوجت من أبن عمة والدها الحسين خان الأول في مدينة خرم آباد خلال شهر ربيع الأول سنة 1006ھ (نوفمبر 1597م).

- بنت أخرى، وهي التي زوجها والدها إلى أمير مقاطعة هورامان (بهرام ميرزا بك)[9] الذي ورث حكم أراضي هورامان الكوردية (في كوردستان إيران) من أسرته خلال الفترة [848-995ھ]، كان للزوجين ثلاثة أبناء:
  - سليمان بك [أمير هورامان 995-1032ھ]
  - حسين قلي بك
  - عباس قلي بك [أمير هورامان على عدة فترات، توفي سنة 1075ھ]، وهو الذي ساند قريبه والي لورستان (محمد شاه ويردي خان الأول) خلال الحرب العثمانية الصفوية (1623-1639)[10]

أستمرت إمارة هورامان حتى سقوطها على يد القاجاريين خلال القرن التاسع عشر.